# Reagente de Collins
Reagente de Collins é o complexo de óxido de cromo (VI) com piridina em diclorometano. É usado para oxidar seletivamente álcoois primários a aldeídos, e irá tolerar muitos outros grupos funcionais presentes na molécula. Ele pode ser usado como uma alternativa ao reagente de Jones e ao clorocromato de piridínio quando oxidando álcoois secundários a cetonas. Além disso, o reagente de Collins é especialmente útil para oxidações de compostos sensíveis a ácidos. 
O complexo é difícil e perigoso de se preparar, assim como também é muito higroscópico e pode inflamar durante a preparação. É tipicamente usado em um excesso de um sexto de maneira a completar a reação. 